# I'm Going to Tell You a Secret (album)
Albums de Madonna
Confessions on a Dance Floor
(2005) The Confessions Tour
(2007)
I'm Going To Tell You A Secret est le premier album live de Madonna. Reprenant une sélection des titres interprétés lors de la tournée de 2004, le Re-Invention Tour, cet album accompagne le documentaire du même nom : I'm Going to Tell You a Secret.
I'm Going to Tell You a Secret a été distribué le 20 juin 2006 sur support médiatique CD+DVD (boîtier CD), DVD+CD(boîtier DVD) ainsi qu'en téléchargement numérique.

## Plages

### CD
| 1.    | The Beast Within                       | Lenny Kravitz, Ingrid Chavez, Madonna (paroles additionnelles) | 5:05 |
| 2.    | Vogue                                  | Madonna, Shep Pettibone                                        | 5:31 |
| 3.    | Nobody Knows Me                        | Madonna, Mirwais Ahmadzaï                                      | 4:04 |
| 4.    | American Life                          | Madonna, Ahmadzaï                                              | 5:21 |
| 5.    | Hollywood (Remix)                      | Madonna, Ahmadzaï                                              | 3:59 |
| 6.    | Die Another Day                        | Madonna, Ahmadzaï                                              | 4:04 |
| 7.    | Lament                                 | Tim Rice, Andrew Lloyd Webber                                  | 2:27 |
| 8.    | Like a Prayer                          | Madonna, Patrick Leonard                                       | 5:22 |
| 9.    | Mother and Father                      | Madonna, Ahmadzaï                                              | 5:21 |
| 10.   | Imagine                                | John Lennon                                                    | 3:51 |
| 11.   | Susan MacLeod/Into the Groove          | Madonna, Stephen Bray, Donald MacLeod                          | 7:19 |
| 12.   | Music                                  | Madonna, Ahmadzaï                                              | 4:54 |
| 13.   | Holiday                                | Curtis Hudson, Lisa Stevens                                    | 5:44 |
| 14.   | I Love New York (version préliminaire) | Madonna                                                        | 2:52 |
| 65:59 |                                        |                                                                |      |

## Classements
Le double support médiatique CD+DVD permet à I'm Going to Tell You a Secret de se classer dans deux palmarès.

### CD + DVD
| Pays                  | Meilleure position | Pays                                 | Meilleure position |
| --------------------- | ------------------ | ------------------------------------ | ------------------ |
| Autriche              | 12                 | Belgique (Nl)                        | 5                  |
| Belgique (Fr)         | 10                 | Canada                               | 4                  |
| Danemark              | 13                 | Estonie                              | 23                 |
| France                | 8                  | Allemagne                            | 8                  |
| Hong Kong (HMV Chart) | 1                  | Hongrie                              | 8                  |
| Irlande               | 40                 | Israël                               | 3                  |
| Italie (FIMI)         | 1                  | Mexique                              | 1                  |
| Pays-Bas              | 18                 | Portugal                             | 5                  |
| Suisse                | 7                  | Taïwan (classement albums étrangers) | 1                  |
| Royaume-Uni           | 18                 | États-Unis Billboard Top 200         | 33                 |

## Certifications
| Pays          | Certification | Ventes certifiées |
| ------------- | ------------- | ----------------- |
| France (SNEP) | Or            | 300 000           |

### Ventes
Estimations  Mondial : 600 000
- France : 80 000
- Allemagne : 100 000
- Brésil : 70 000
- Royaume-Uni : 100 000
- États-Unis : 250 000
- Australie : 15 000